# King Cobra
King Cobra es una película biográfica estadounidense de 2016 que trata sobre la vida y la carrera temprana del actor de pornografía gay Brent Corrigan.  Fue dirigida por Justin Kelly basándose en el libro Asesino de la cobra por Andrew E. Stoner y Peter A. Conway. La película fue lanzada el 21 de octubre de 2016 por IFC Midnight.

## Sinopsis
Drama sobre el asesinato de Bryan Kocis (llamado «Stephen» en la película e interpretado por Christian Slater), productor y fundador de Cobra Videos, productora de porno gay. En enero de 2007 Kocis fue encontrado muerto en su apartamento, apuñalado 28 veces. En el juicio dos actores y escorts, Joe (Kerekes), interpretado por James Franco y Harlow (Cuadra), interpretado por Keegan Allen fueron condenados como autores de su muerte. Por el juicio desfilaron famosas figuras del porno como Brent Corrigan interpretado por Garret Clayton, la estrella más famosa de sus películas.

## Estreno
King Cobra  se estrenó en el 2016 Tribeca Film Festival en abril de 2016. Fue lanzada en los Estados Unidos el 21 de octubre de 2016.

## Recepción
Rotten Tomatoes informa que el 45% de los 31 críticos encuestados dio a la película una revisión positiva.
Al propio Corrigan le fue ofertado desempeñar un papel en la película, pero declinó. Más tarde, criticó a los cineastas por «bastardear» su vida para presentar una representación inexacta del asesinato y de sus inicios en la pornografía.